# Ủy ban Pháp luật và Tư pháp của Quốc hội (Việt Nam)
Uỷ ban Pháp luật và Tư pháp của Quốc hội ở Việt Nam là cơ quan thảo luận, đóng góp ý kiến về các nội dung dự án pháp lệnh và các dự thảo sửa đổi Luật, Hiến pháp của Quốc hội.
Cơ quan này được thành lập trong đợt cải cách hành chính ở Việt Nam 2024–2025 trên cơ sở sáp nhập Uỷ ban Pháp luật của Quốc hội và Uỷ ban Tư pháp của Quốc hội.

## Danh sách ủy viên

### Khóa XV
- Chủ nhiệm:
  - Hoàng Thanh Tùng, Ủy viên Ủy ban Thường vụ Quốc hội Việt Nam
- Phó Chủ nhiệm:[2]

1. Nguyễn Trường Giang - Phó Tổng Thư ký Quốc hội
2. Ngô Trung Thành
3. Trần Hồng Nguyên
4. Nguyễn Thị Mai Phương
5. Nguyễn Phương Thủy
6. Nguyễn Mạnh Cường
7. Hoàng Văn Liên
8. Đỗ Đức Hồng Hà
9. Mai Thị Phương Hoa
10. Nguyễn Thị Thủy

## Chủ nhiệm ủy ban qua các thời kỳ
| STT | Chủ nhiệm        | Khóa Quốc hội    | Ghi chú           | Nguồn |
| --- | ---------------- | ---------------- | ----------------- | ----- |
| 1   | Hoàng Thanh Tùng | Quốc hội khóa XV | chức vụ thành lập | [ 3 ] |